# Anserelle de Coromandel
Nettapus coromandelianus
Espèce
Statut de conservation UICN

 LC  : Préoccupation mineure
L'Anserelle de Coromandel (Nettapus coromandelianus), aussi appelée oie pygmée de Coromandel ou sarcelle de Coromandel, est une espèce d'oiseaux de la famille des Anatidae.

## Description
Cet oiseau mesure en moyenne 33 cm de long.
Le mâle et la femelle se ressemble mais la femelle a des couleurs brunes et non vertes et les parties blanches de son corps sont tachetées.

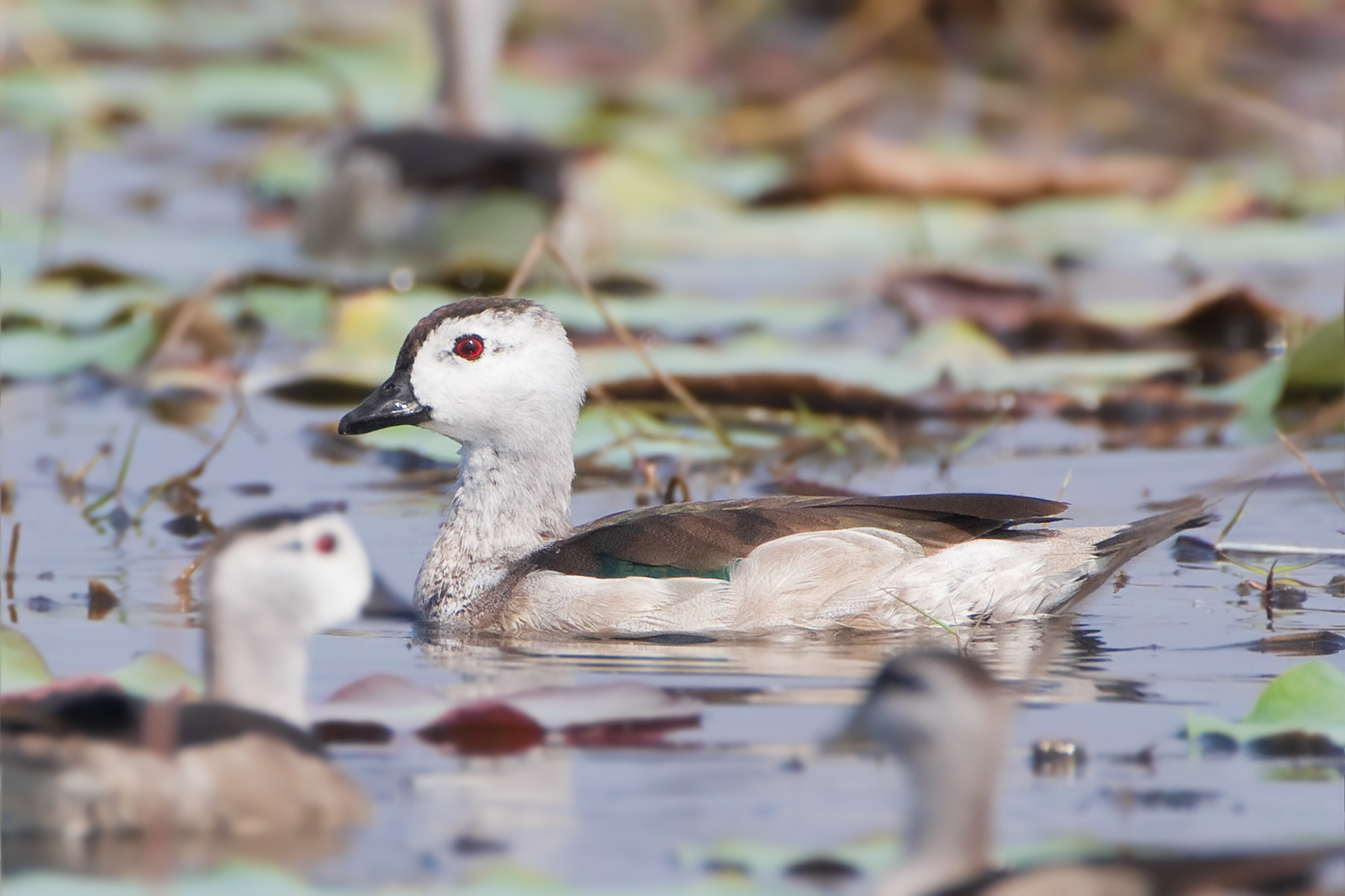
Mâle, Bueng Boraphet, Thaïlande
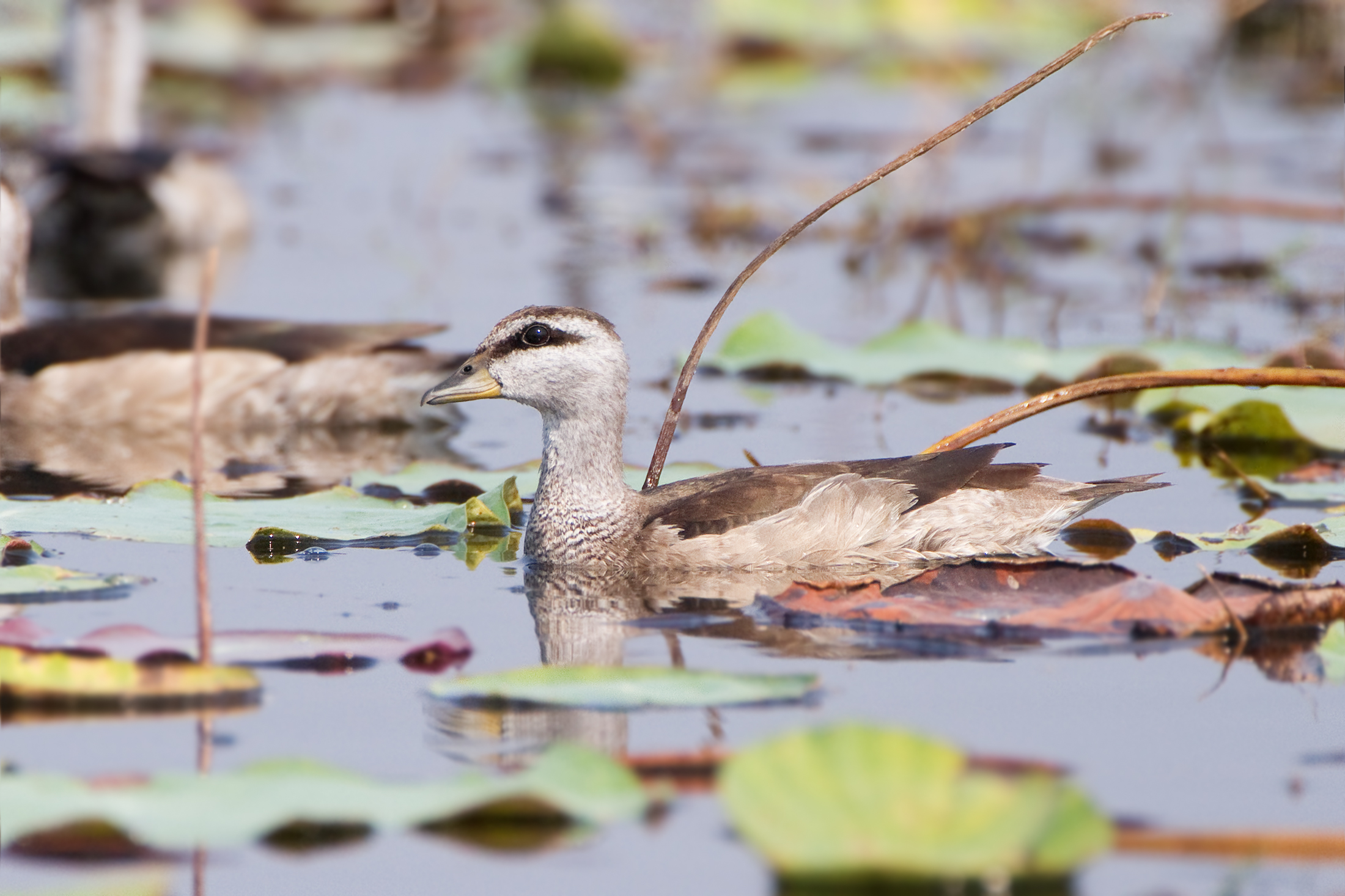
Femelle, Bueng Boraphet, Thaïlande
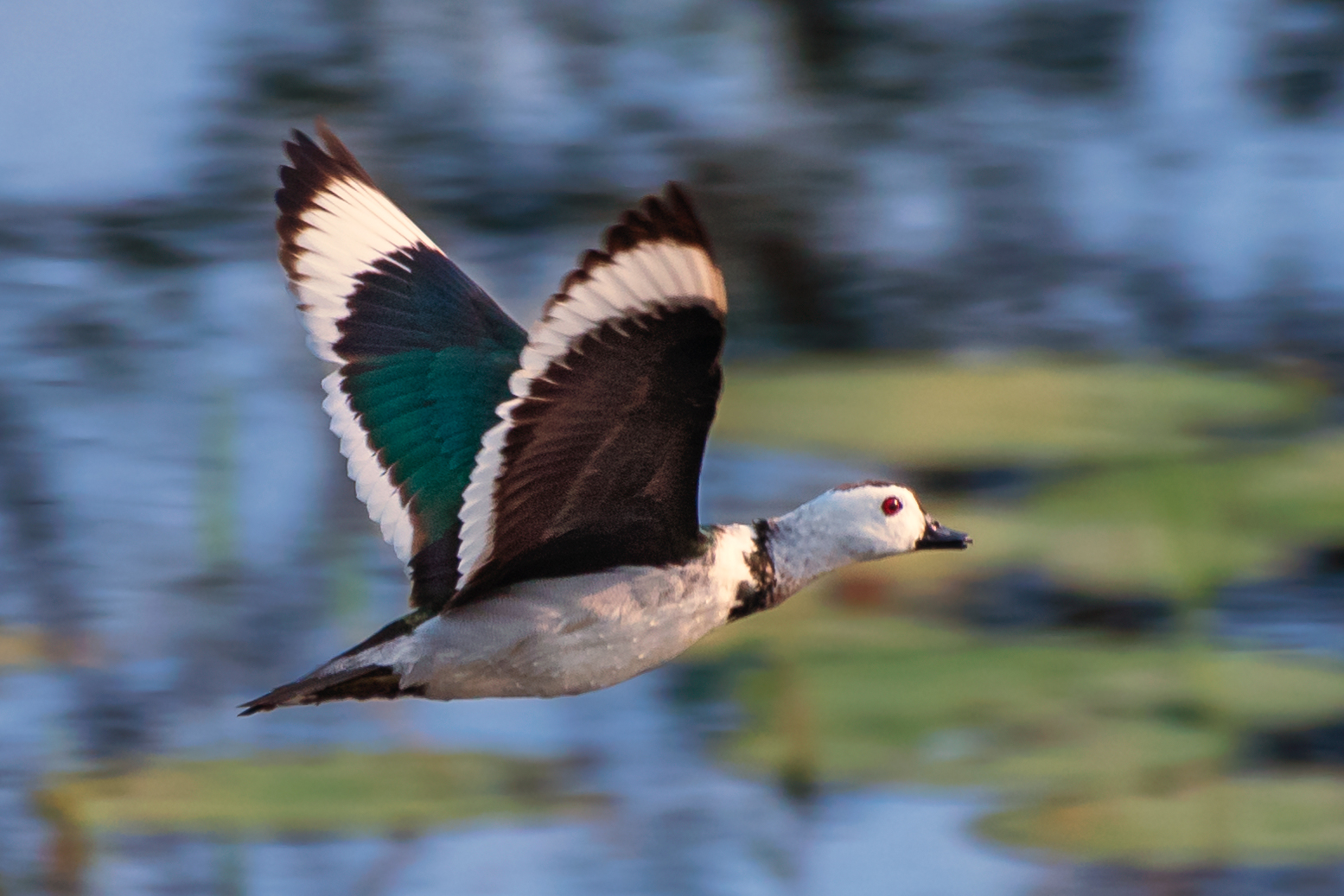
Mâle en vol, Inde
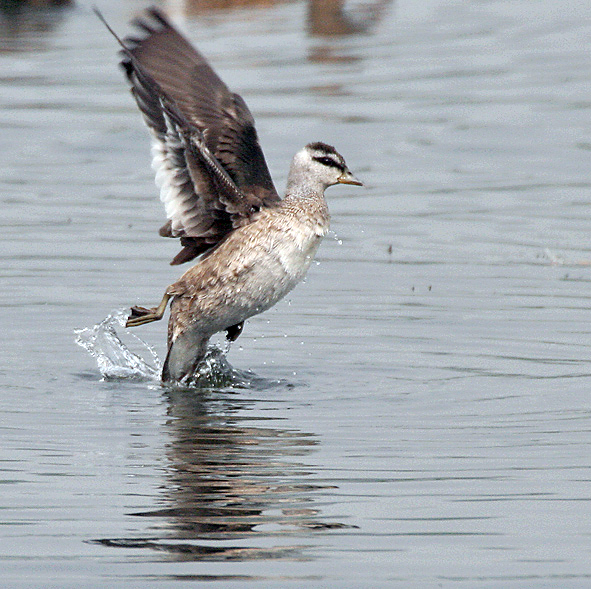
Femelle en vol, Inde

## Répartition
Malgré son nom, son aire s'étend depuis le sous-continent indien à travers l'Extrême-Orient et le nord-est de l'Australie.

Aire de répartition de l'ansarelle de Coromandel

## Habitat
L'anserelle de Coromandel vit dans les cours d'eau, les lacs et les marais à eaux profondes des plaines.

## Comportement
Cet oiseau aquatique vit en petits groupes de 5 à 15 oiseaux et parfois en bandes de plus de 500 individus.

## Alimentation
Au début de son existence l'anserelle de Coromandel mange essentiellement des crustacés, des vers et des insectes aquatiques. Adulte, il se nourrit surtout de graines, de grains dans les rizières, d'herbe et de plantes aquatiques.

## Reproduction
A la saison des amours l'anserelle de Coromande vit en couple. 
La période de nidification est variable : en juillet et août au nord de l'Inde ; de février à juillet au Sri Lanka ...
La femelle installe un nid dans le trou d'un arbre se dressant généralement au milieu de l'eau à une hauteur entre 2 et 5 m, creux qu'elle tapisse d'herbe et de duvet. Elle y pond de 6 à 14 œufs blanchâtres et les couve seule pendant environ 26 jours.

## Sous-espèces
Selon la classification de référence du Congrès ornithologique international (version 15.1, 2025) :
- Nettapus coromandelianus coromandelianus (Gmelin, JF, 1789) — de l'Inde au sud de la Chine, la Nouvelle-Guinée et l'Indonésie ;
- Nettapus coromandelianus albipennis Gould, 1842 — nord-est de l'Australie.

## Référence taxonomiques
- (fr) Oiseaux.net : Nettapus coromandelianus (+ répartition)
- (en) Congrès ornithologique international : Nettapus coromandelianus dans l'ordre Anseriformes (consulté le 11 mai 2015)
- (fr + en)  Avibase : Nettapus coromandelianus (+ répartition) (consulté le 30 juin 2015)
- (en) Zoonomen Nomenclature Resource (Alan P. Peterson) : Nettapus coromandelianus  dans Anseriformes
- (en) Tree of Life Web Project : Nettapus coromandelianus
- (en) Catalogue of Life : Nettapus coromandelianus (Gmelin, 1789) (consulté le 16 décembre 2020)
- (fr + en) ITIS : Nettapus coromandelianus  (Gmelin, 1789)
- (en) UICN : espèce Nettapus coromandelianus (Gmelin, 1789) (consulté le 30 juin 2015)
- (en) Animal Diversity Web : Nettapus coromandelianus